# Teresa Pérez Frangie
Teresa Sofía de la Altagracia Pérez Frangie (* 11. April 1946 in Barahona) ist eine dominikanische Opernsängerin (Sopran).

## Leben
Pérez studierte am Conservatorio Nacional de Música in Santo Domingo und setzte ihre Ausbildung in Mailand und Wien fort. Sie war Mitglied des Opernstudios der Wiener Staatsoper und trat u. a. mit dem Orquesta Sinfónica Nacional de Puerto Rico, dem Orquesta Sinfónica Nacional de Santo Domingo und der Österreichisch-Ungarischen Haydn-Philharmonie auf.
Sie nahm an Opernproduktionen in  Italien, Deutschland, Frankreich, Venezuela, den USA, Österreich, der Schweiz, Jugoslawien und den karibischen Staaten teil und ist seit Ende der 1990er Jahre künstlerische Leiterin der Opera de las Américas. Mit dieser führte sie am Teatro Nacional de Santo Domingo 1997 eine Homenaje a Verdi und 1999 Verdis Aida auf.